# スーザン・バック＝モース
スーザン・バック=モース（Susan Buck-Morss）は、アメリカ合衆国の政治哲学者。専門は、ドイツ哲学、とくにフランクフルト学派の批判理論。
ヴァッサー・カレッジで学士号取得、イェール大学で修士号取得後、ジョージタウン大学で博士号取得。博士論文は批判理論の出現に関する『テオドール・W・アドルノと批判理論の創成』（1975年）であり、のちに単行本化している（The Origin of Negative Dialectics, 1977）。1978年からコーネル大学の助教授・准教授・教授を経て、現在は2012年からニューヨーク市立大学大学院センター （CUNY Graduate Center）の政治科学部教授。
バック=モースの学際的な研究は、美術史、建築、比較文学、文化研究、ドイツ研究、歴史、哲学、視覚研究などの分野に跨っている。
2009年にエッセイとして発表された「ヘーゲル、ハイチ、そして普遍的歴史」は、ドイツ語、フランス語、スペイン語、ポーランド語などの言語に翻訳されている。この著作により、2011年にはカリビアン哲学協会よりフランツ・ファノン賞を受賞した。

## 著書
- The Origin of Negative Dialectics: Theodor W. Adorno, Walter Benjamin and the Frankfurt Institute, (Free Press, 1977).
- The Dialectics of Seeing: Walter Benjamin and the Arcades Project, (MIT Press, 1989).

高井宏子訳『ベンヤミンとパサージュ論――見ることの弁証法』（勁草書房、2014年）
- Dreamworld and Catastrophe: the Passing of Mass Utopia in East and West, (MIT Press, 2000).

堀江則雄訳『夢の世界とカタストロフィ――東西における大衆ユートピアの消滅』（岩波書店, 2008年）
- Ground Control: Technology and Utopia, (With Julian Stallabrass and Leonidas Donskis, Trolley, 2002)
- Thinking Past Terror: Islamism and Critical Theory on the Left, (Verso, 2003).

村山敏勝訳『テロルを考える――イスラム主義と批判理論』（みすず書房, 2005年）
- Hegel, Haiti, and Universal History, (University of Pittsburgh Press, 2009)

岩崎稔・高橋明史訳『ヘーゲルとハイチ――普遍史の可能性にむけて』（法政大学出版局、2017年）
- Revolution Today, (Haymarket Books, 2019)
- Year 1: A Philosophical Recounting, (MIT Press, 2021)

森夏樹訳 『西暦一年――「理性」と「信仰」の分断を問い直す』（青土社、2021年）